# Какердая
Ка́кердая (эст. Kakerdaja) — болото в системе верховых болот центральной Эстонии. Расположено в волости Ярва, на границе уезда Ярвамаа с уездом Харьюмаа, в 70 километрах от Таллина. Высота над уровнем моря — 75 метров.
Территория болота входит в состав природного парка Кырвемаа. Площадь болота составляет 2 400 гектаров.
В центре болота расположено озеро Какерди (Какердая) площадью 6,7 га. Глубина озера 5 метров, берега крутые, торфяные. Дно покрыто торфяной грязью. 
Болото входит в торфоразработки Эпу-Какерди, но на территории самого болота торф не добывается.
Фауна: лебедь, золотистая ржанка, малый подорлик, болотные стрекозы, живородящая ящерица и др. 
Флора: росянка, пушица, черника, брусника и др.
По территории болота проходит туристическая тропа протяжённостью 7 километров.

## Галерея
- Болото с высоты птичьего полёта, сентябрь 2021 года
- Болото ранним утром
- Болото зимой
- Сосны на болоте
- Сосняк зимой
- Указатели на болоте
- Фауна болота. Золотистая ржанка
- Озеро Какерди

## Видео
- Северная болота часть Какердая
- Озеро Какерди и болото, сентябрь 2021 года